# Pavle Nenadović

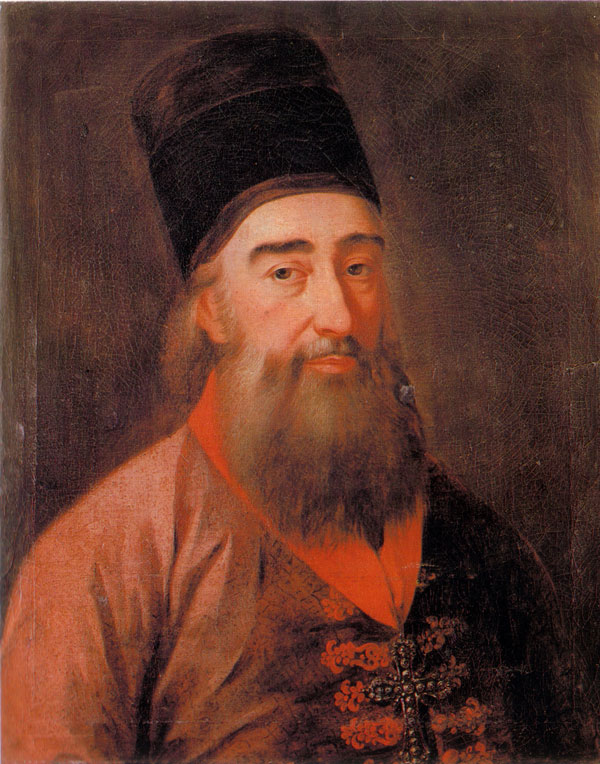
Pavle NenadovićFecha de nacimiento: 14 de enero de 1703 Lugar de nacimiento: Buda (Monarquía de los Habsburgo) fecha de muerte:15 de agosto de 1768.El lugar de la muerte:Sremski Karlovci (Monarquía de los Habsburgo)

Pavle Nenadović (en cirílico serbio: Павле Ненадовић, pronunciado [pâːʋle nenǎːʋél͡ɕ]; Buda,14 de enero de 1703–15 de agosto de 1768) fue el Metropolitano de Karlovci de 1749 a 1768. 
Nació el 14 de enero de 1703 en Budim, Hungría. A la edad de dieciocho años era un administrativo en la magistratura de su ciudad. Se convirtió a la Iglesia Ortodoxa Serbia en 1726, tras lo que ingresó en el después de que cuál  tome monastic jura en el Monasterio de Rakovac. 
En 1737, el Patriarca serbio Arsenije IV nombró a Pavle su exarca general y en 1742 el mismo patriarca le nombró obispo Karlovac. Pavle fue ordenado metropolitano de Karlovci en 1749. Trabajó en la promoción de la cultura y en pro de la educación de los serbios que vivían en la monarquía Habsburgo. Como resultado de su trabajo hubo un aumento significativo de interés en la ciencia y la literatura entre los serbios. Asimismo Pavle luchó contra la conversión de los serbios en Croacia y de los rumanos en Transilvania al uniatismo. Murió el 15 de agosto de 1768.

## Legado
Fue incluido en la lista de los 100 serbios más ilustres  de la Academia de las Artes y de las Ciencias de Serbia